# قالوجة (ميانة)
قالوجة هي قرية في مقاطعة ميانة، إيران. يقدر عدد سكانها بـ 58 نسمة بحسب إحصاء 2016.